# Ingrannes
Ingrannes ist eine französische Gemeinde mit 543 Einwohnern (Stand: 1. Januar 2022) im Département Loiret in der Region Centre-Val de Loire. Sie gehört zum Arrondissement Orléans, zum Kanton Châteauneuf-sur-Loire und zum Gemeindeverband Loges. Die Einwohner werden Ingrannais genannt.

## Geografie
Ingrannes liegt 25 Kilometer ostnordöstlich von Orléans am Cens. Der Forêt d’Orléans, ein etwa 150.000 Hektar großes Waldgebiet, breitet sich um die Gemeinde aus, in dessen Gebiet auch der Essonne entspringt. Umgeben wird Ingrannes von den Nachbargemeinden Courcy-aux-Loges im Norden, Vrigny im Norden und Nordosten, Chambon-la-Forêt im Nordosten, Nibelle und Seichebrières im Osten, Vitry-aux-Loges im Süden, Sully-la-Chapelle im Westen sowie Chilleurs-aux-Bois im Nordwesten.

## Bevölkerungsentwicklung
| 1962                       | 1968 | 1975 | 1982 | 1990 | 1999 | 2006 | 2018 |
| -------------------------- | ---- | ---- | ---- | ---- | ---- | ---- | ---- |
| 313                        | 284  | 284  | 293  | 330  | 395  | 467  | 546  |
| Quellen: Cassini und INSEE |      |      |      |      |      |      |      |

## Sehenswürdigkeiten
- Kloster La Cour-Dieu, 1119 gegründet, während der Religionskriege wurde die Abtei zerstört, Monument historique
- Kirche Saint-Médard, um 1597 erbaut, Monument historique seit 1908
- Arboretum Les Grandes Bruyères

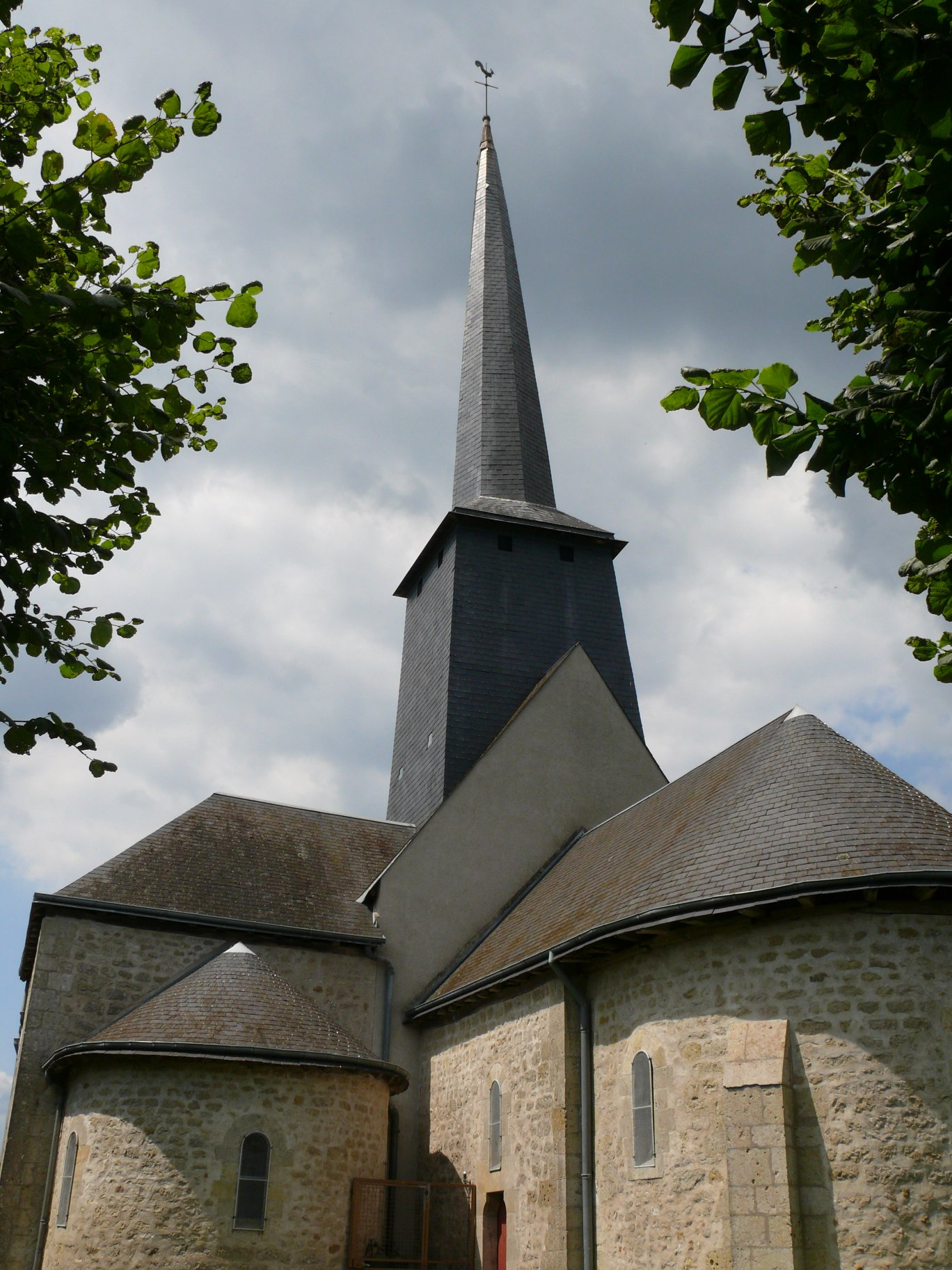
Saint-Médard
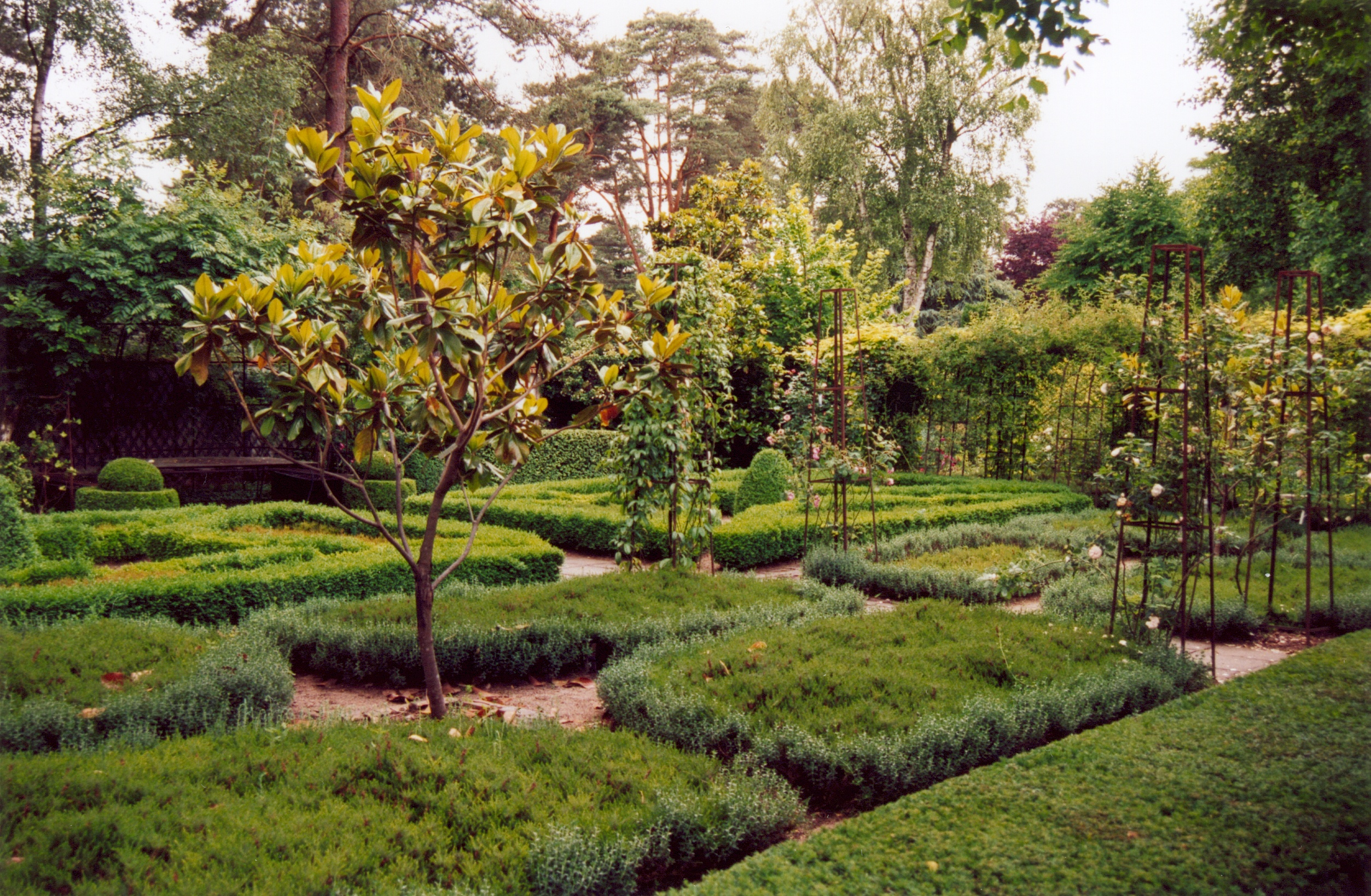
Arboretum